# Église Saint-Ouen de Verrières
Pour les articles homonymes, voir Église Saint-Ouen.
L'église Saint-Ouen est une église catholique située à Verrières, dans le département de l'Orne en France.

## Localisation
L'église est située dans la commune de Verrières.

## Historique
L'édifice est daté du XVe siècle. Il conserve des éléments du XIIe siècle, le chœur et la croisée du transept. La nef et les deux bas-côtés sont datés du XVIe siècle. 
L'édifice est inscrit au titre des monuments historiques le 24 mars 1975.
L'église était dans un état de dégradation avancé et à partir de 2006 une restauration est envisagée, étant effectuée en 2011-2012.

## Architecture et mobilier

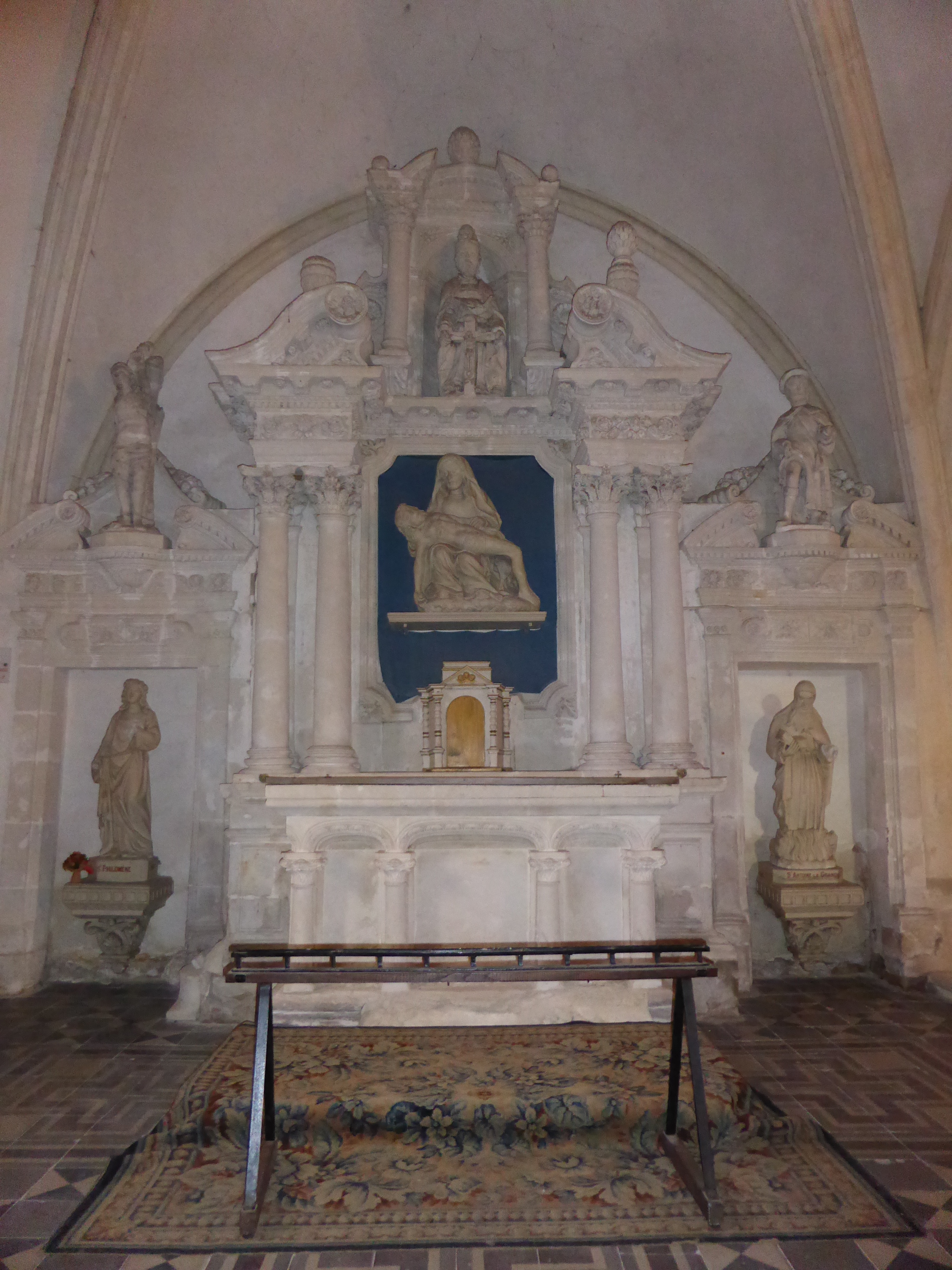
L'autel latéral comportant la Pietà.

L'édifice comporte du beau mobilier :  il abrite des œuvres classées à titre d'objets (statues, retables, Vierge de Pitié). Il conserve un chemin de croix du XIXe siècle et des vitraux des années 1940.